# Echeveria quitensis
Echeveria quitensis är en fetbladsväxtart som först beskrevs av Carl Sigismund Kunth, och fick sitt nu gällande namn av Lindley. Echeveria quitensis ingår i släktet Echeveria och familjen fetbladsväxter. Utöver nominatformen finns också underarten E. q. sprucei.